# 黄雀

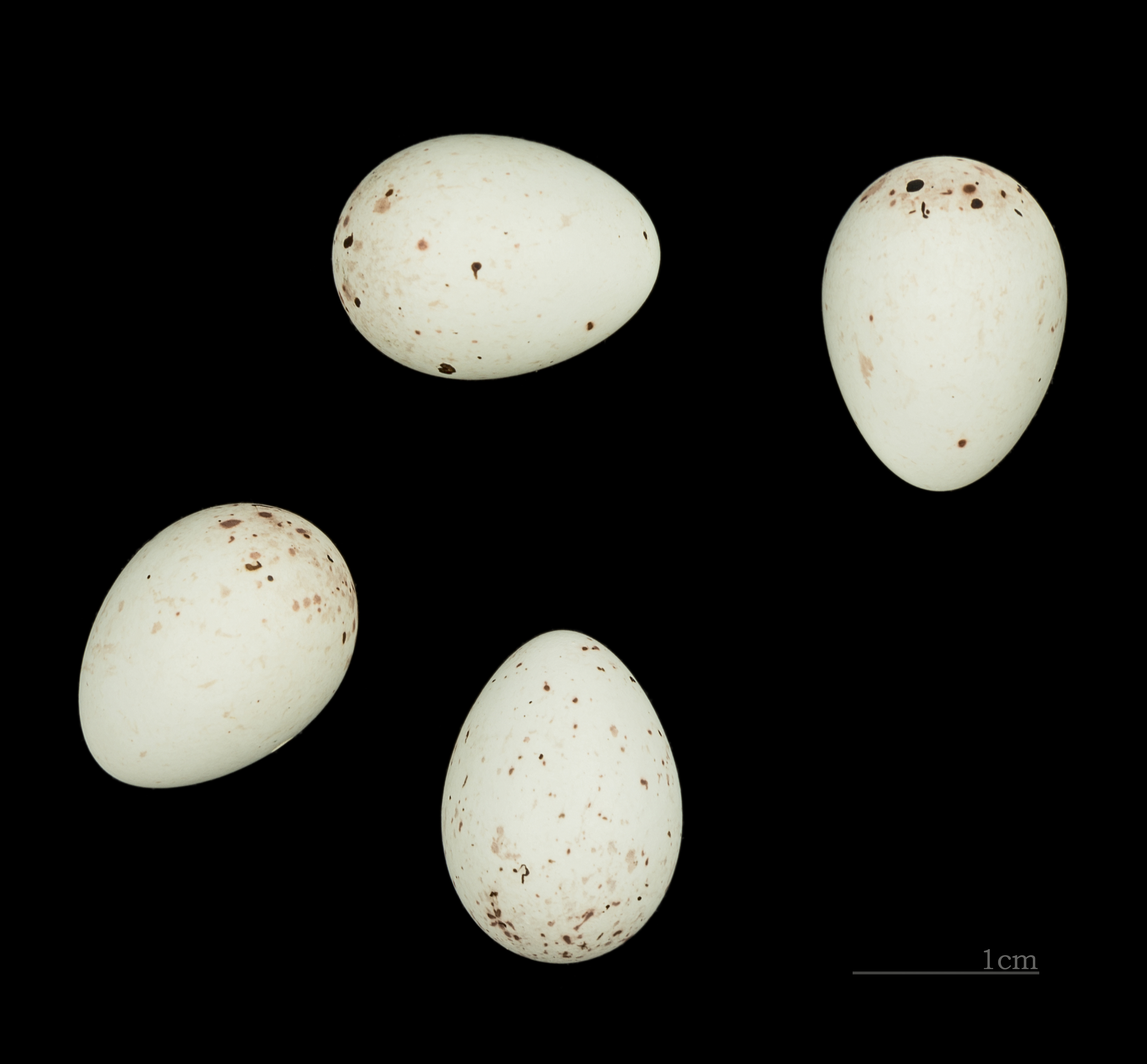
Carduelis spinus

黄雀（学名：Spinus spinus）为雀科黃雀屬的鸟类。這種鳥在歐洲和歐亞西伯利亞地區非常常見。牠們生活在森林區域，無論是針葉林還是混合林，以各種種子為食，尤其是赤楊和針葉樹的種子。
牠與其他類似的雀鳥可通過羽毛顏色來區分。上半部為灰綠色，而下半部則是帶有灰色條紋的白色。牠的翅膀是黑色的，帶有明顯的黃色翼斑，尾羽是黑色並有黃色的兩側。雄鳥的臉部和胸部大多是黃色的，並且有一個整齊的黑色頭頂斑。雌鳥和幼鳥的頭部呈灰綠色，且沒有頭頂斑。這種鳥性格信任人類，社交性強且活潑。牠的歌聲是悅耳的啁啾和顫音混合，這也是它經常被圈養的原因。
這些鳥有一種不尋常的遷徙模式，每隔幾年冬天牠們會大量向南遷徙。這種行為的原因尚不明，但可能與氣候因素有關，尤其是食物的可獲得性。通過這種方式，過冬的族群可以在食物充足的地方茁壯成長。這種小型雀鳥是個能幹的覓食者，經常像山雀一樣倒掛在樹枝上取食，並且會拜訪花園中的鳥類餵食站。

## 分類學與系統學
黃雀最早由卡爾·林奈於1758年在他的重要著作《自然系統第十版》中描述為Fringilla spinus。 在1760年，布里松描述了金絲雀屬（ Carduelis），該物種隨後被歸於該屬。最近的分類學研究建議將其歸入黃雀屬（Spinus）。
學名Spinus來自古希臘語spinos，這是一種現已無法識別的鳥的名稱。 英文名稱來自德國方言 或 。
儘管分布範圍廣泛，但這是一種單型物種，也就是說，沒有明顯的亞種區分。 這可能由多種因素解釋，如繁殖區域的個體之間隨年份變化的空間變異性、廣大的過冬區域支持了穩定的基因交流，以及雌鳥在一個繁殖季中多次產卵，每次在不同地點。

## 描述
黃雀是一種小型、短尾鳥，體長11—12.5（4.3—4.9英寸），翼展範圍為20至23（7.9至9.1英寸），體重介於12和18克（0.42和0.63盎司）之間。
這種鳥顯示出兩性異形。雄鳥的背部為灰綠色，臀部為黃色；尾羽兩側是黃色，尾端為黑色；翅膀是黑色的，帶有顯著的黃色翼斑；胸部呈黃色，靠近泄殖腔的地方漸變為白色且帶有條紋；牠的喉部有黑色領斑，頭部有兩個黃色的耳羽及一個黑色的頭頂斑。 雄鳥喉部黑色領斑的大小變化很大，並且與群體中的優勢地位相關。 雌鳥的羽毛顏色比雄鳥更接近橄欖色，頭頂斑和耳羽呈綠色，領斑為白色，臀部則是稍帶條紋的白黃色。 幼鳥的顏色與雌鳥相似，顏色較暗淡，羽毛較樸素。
黃雀的喙形狀由牠的覓食習性所決定。喙強壯，但也細長，以便拾取牠們以此為食的種子。牠的腿和腳為深棕色，眼睛為黑色。
牠的飛行方式迅速而跳躍，與其他雀鳥相似。
黃雀容易識別，但在某些情況下可能與其他雀鳥如西黃雀、歐金翅雀或歐洲絲雀混淆。 黃雀在多種羽毛階段中都是顏色鮮亮的鳥類。成年雄性黃雀呈鮮綠色和黃色，頭頂為黑色，喉部和胸部沒有條紋。成年雌鳥通常也有綠色和黃色的羽毛色調：例如，眼眉和胸側有黃色，背部有綠色調，臀部也呈黃色。黃雀下腹部的底色通常是純白色。雌鳥和幼鳥的腹部中央和下胸部通常沒有條紋。黃雀的翼斑寬大且為黃色（翼尖部分是白色），喙短且有彎曲的嘴峰。

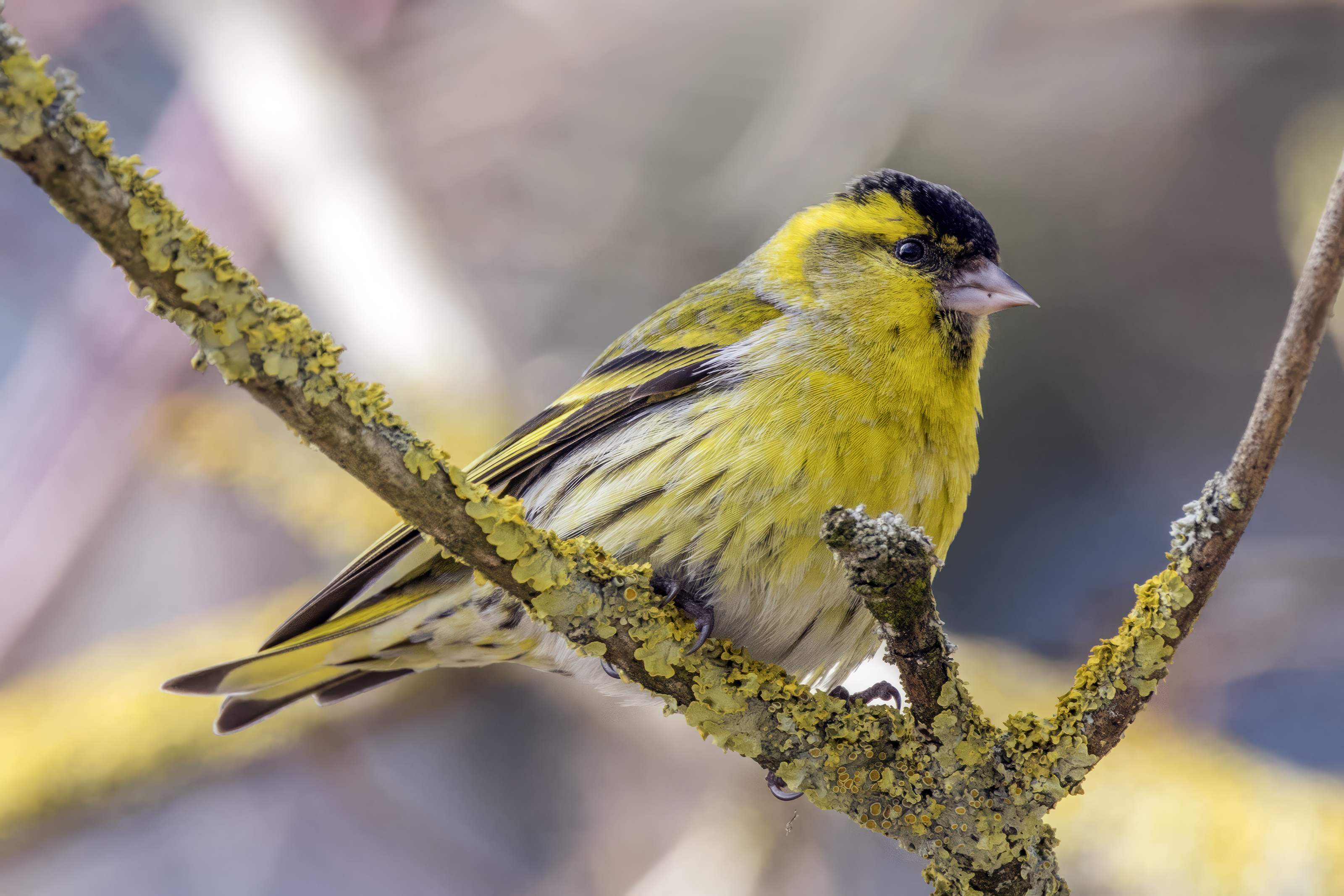
雄鳥
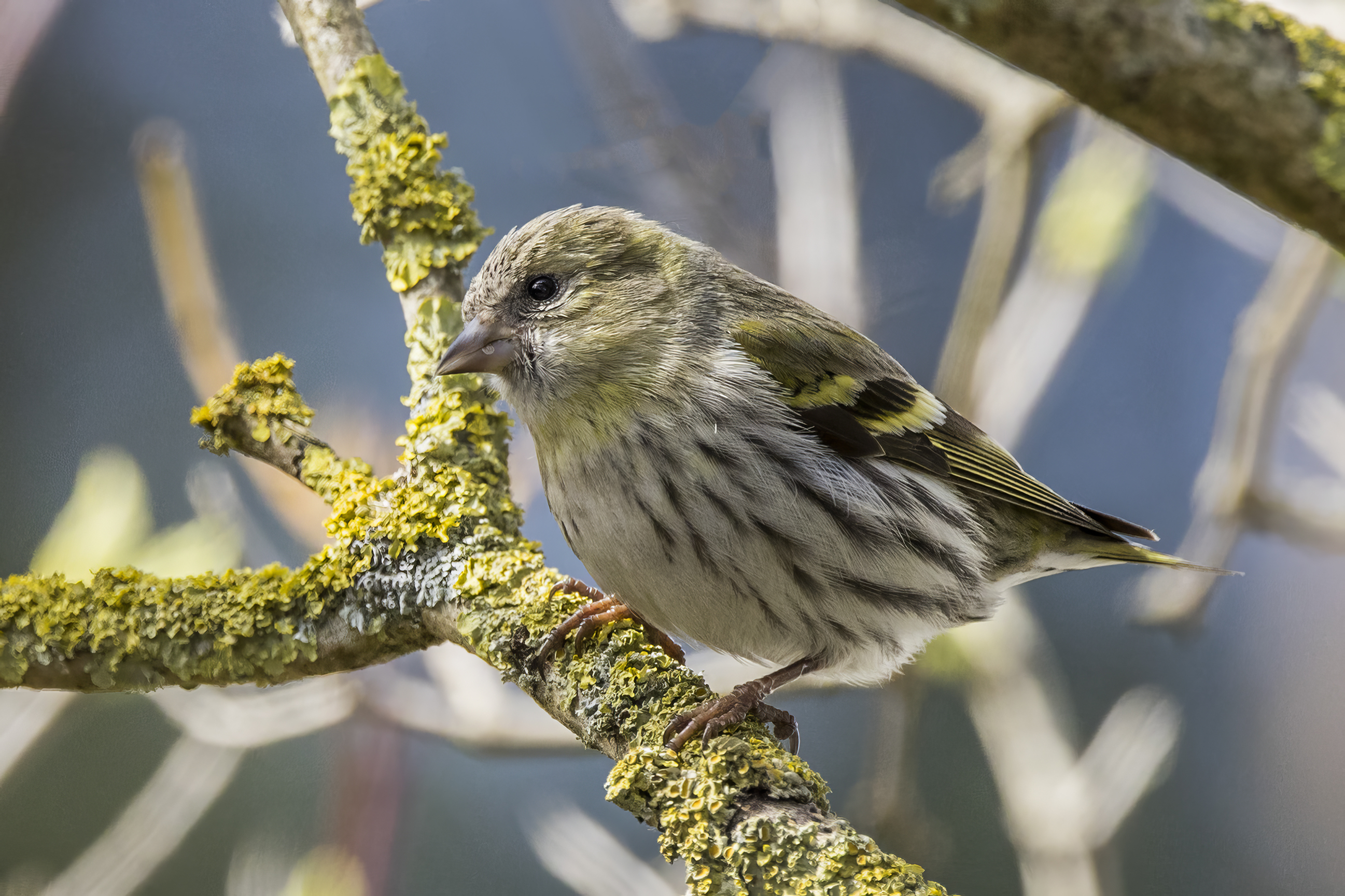
雌鳥

## 分佈與棲地
這個物種分布於歐亞西伯利亞的大部分地區以及非洲北部。牠的繁殖區分為兩個區域，位於古北界的兩側：亞洲東岸以及歐洲中部和北部。
這些鳥全年可見於中歐和南歐的一些山脈。牠們出現在斯堪的納維亞北部和俄羅斯，冬季則在地中海盆地及黑海附近過冬。在中國，牠們在內蒙古的大興安嶺和江蘇省繁殖，冬季則遷往西藏、台灣、長江下游河谷及東南沿海。
在中国大陆分布於东北、内蒙古、河北、河南、山东、江苏、浙江、福建、广东、四川、贵州等地。
黃雀偶爾也會在北美被觀察到。 此外，牠還有一個相似且關係密切的北美近親——松金雀（Spinus pinus）。
牠們的季節性分佈特徵也表現出異常的動物遷徙模式。每隔幾年，牠們會大量向南遷徙，使得伊比利亞半島的過冬族群大幅增加。 這一現象引發了各種理論，其中一種理論認為，這發生在中歐和北歐的歐洲雲杉產生大量種子的年份，導致族群數量增加。另一種理論則認為，當牠們偏好的食物如赤楊或樺木的種子供應不足時，牠們會進行更多的遷徙。這個物種在繁殖季節之外會形成大型群體，通常與朱頂雀混群。
這種鳥不會長時間停留在一個區域，牠們每年都會變換繁殖和覓食的地點，以及過冬的區域。
牠們的棲地是位於山坡特定高度的森林區域，且牠們對潮濕的地區有一定偏好。 針葉林，尤其是雲杉林，是牠們繁殖的首選。牠們會在樹上築巢，每次產下2到6枚卵。由於商業針葉樹種植園的增加，這種曾經在英國當地繁殖的鳥類的分佈範圍已大大擴展。黃雀也會在溫帶闊葉林中繁殖；而在冬季，牠們更偏好莖稈作物區域和有種子的樹木區域。

## 行為與生態
牠們是非常活躍且不安分的鳥。牠們也非常社交，尤其在秋冬季節會形成小而緊密的群體。 牠們對人類相當信任，可以從近距離觀察到牠們。然而，在繁殖季節，牠們則更加膽小、孤僻且難以觀察。因此有一個德國民間傳說，據說黃雀在巢中守護著一顆魔法石，這顆石頭可以讓牠們變得隱形。 這是少數被描述為有「異餵行為」的物種之一，這是指同性別的下級鳥類會反芻食物給群體中的優勢成員， 這種行為增強了群體內的凝聚力，並暗示了群體內部的階層結構。

### 覓食

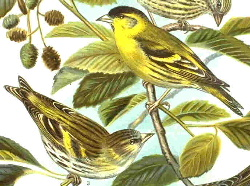
在一棵赤楊樹上進食一對黃雀（上方為雄鳥），插圖由瑙曼繪製

黃雀主要是食種子的鳥類，雖然牠們的飲食會隨著季節變化。牠們在樹上覓食，避免在地面上取食。
在秋季和冬季，牠們的飲食以落葉樹木如樺木和尤其是赤楊的種子為主。 牠們也會拜訪耕地和牧場，與其他雀鳥一起食用各種菊科植物的種子，如薊、蒲公英、蒿、矢車菊以及其他草本植物，如貫葉連翹、旋果蚊子草和酸模。
到了春季，繁殖季節期間，牠們會出現在針葉林中。這時候牠們的飲食以這些樹木的種子為主，尤其是屬於冷杉、雲杉和落葉松的樹木。 牠們也食用榆樹和楊樹的種子。在餵養幼鳥時，牠們會攝取更多的昆蟲，主要是甲蟲，因為它們含有的蛋白質有助於幼鳥的生長。夏季時，牠們的飲食變得更多樣，除了針葉樹的種子外，還會加入其他草本植物，如藜和其他菊科植物。

### 繁殖

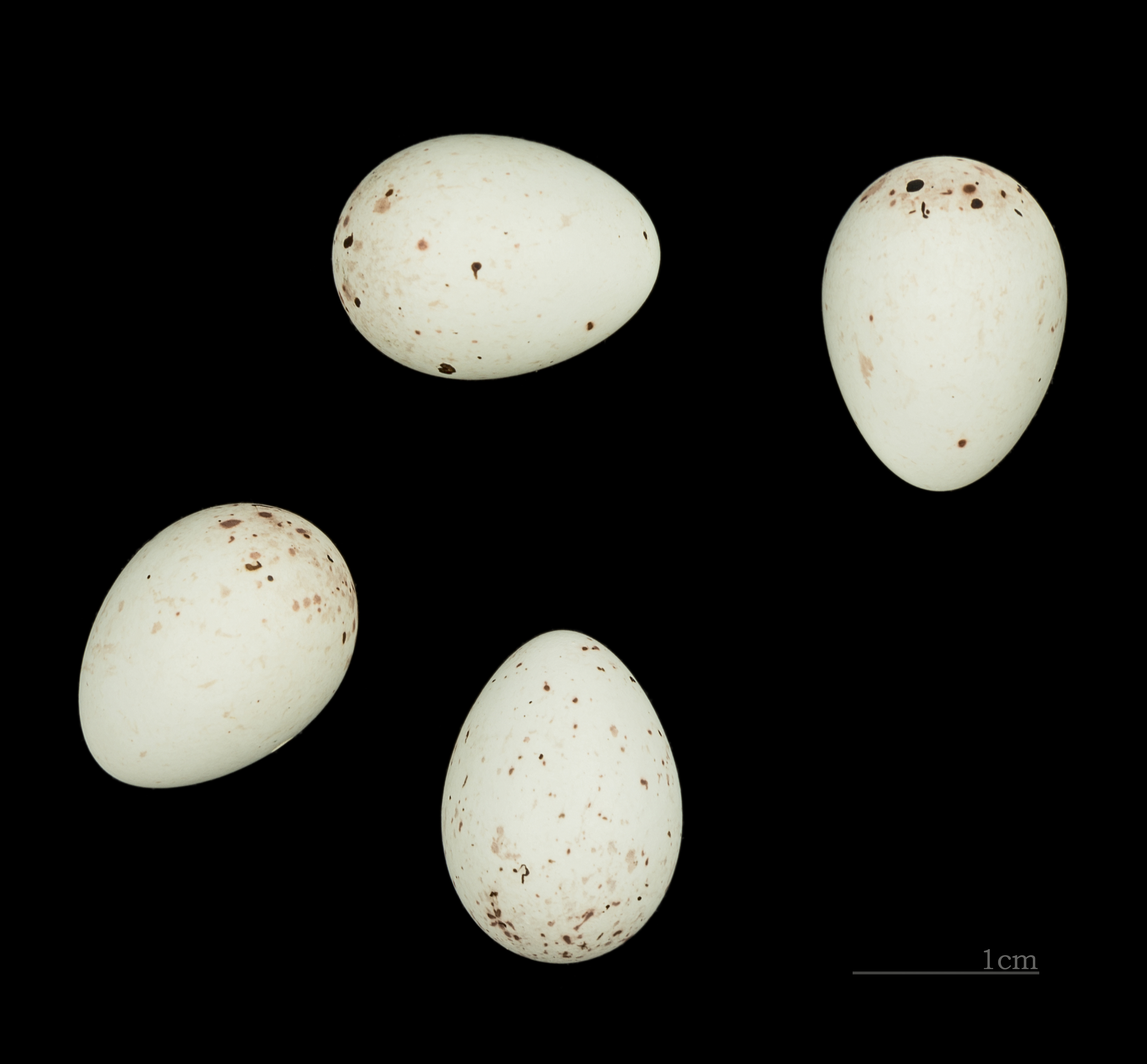
Spinus spinus的蛋

配對通常在冬季遷徙之前形成。 雄鳥會激烈地爭奪雌鳥。作為求偶的一部分，雄鳥會豎起頭頂和臀部的羽毛，使自己看起來更大，伸展尾巴，並不斷地唱歌。 牠們還會從一棵樹飛到另一棵樹進行求偶飛行，但不像其他雀鳥那樣引人注目。 牠們的鳥巢通常位於針葉樹相對較高的枝條末端，這樣巢可以較好地隱藏且不易被看見。 在伊比利亞半島，牠們會在銀冷杉、歐洲赤松和歐洲黑松上築巢。 牠們會形成小型的殖民群，最多有六對鳥兒的巢相互靠近。 巢呈小型碗狀，由小樹枝、乾草、苔蘚和地衣構成，內襯有絨羽。
第一窩蛋通常在四月中旬孵出。 雌鳥會產下2至6顆蛋。 這些蛋為白色、淺灰色或淺藍色，上面帶有小棕色斑點。 蛋的大小約為16.5毫米 x 12毫米。孵卵期為10至14天，完全由雌鳥負責。 雛鳥是晚熟鳥的，也就是說牠們在出生後會依賴父母，並且巢居性。牠們在大約15天後以半羽狀態離巢，然後會在巢區附近停留長達一個月，直到羽毛完全長成後再分散。 黃雀通常有第二窩，時間從六月中旬持續到七月中旬。

### 叫聲與鳴唱
這種鳥有兩種鳥類鳴聲，都很響亮但相互對立，一種是下降音調，另一種是上升音調，其擬聲詞可以表示為"tilu"和"tluih"。 在某些情況下，牠們也會發出刺耳的顫音啁啾聲。
牠的歌聲類似於其他雀鳥，是一種流暢且快速的啁啾和顫音，持續時間較長，偶爾會被更強或更短的音節打斷。黃雀全年都會唱歌，並且經常成群唱和。

## 狀態與保護
全球黃雀的數量估計在2,000萬至3,600萬隻之間。 歐洲的數量估計在270萬至1,500萬對之間。 目前看來，牠們的數量並沒有顯著下降，因此國際自然保護聯盟（IUCN）將牠們的保護狀況列為無危。 黃雀在伯恩公約附錄二中被列為受保護的鳥類物種。

## 與人類的關係

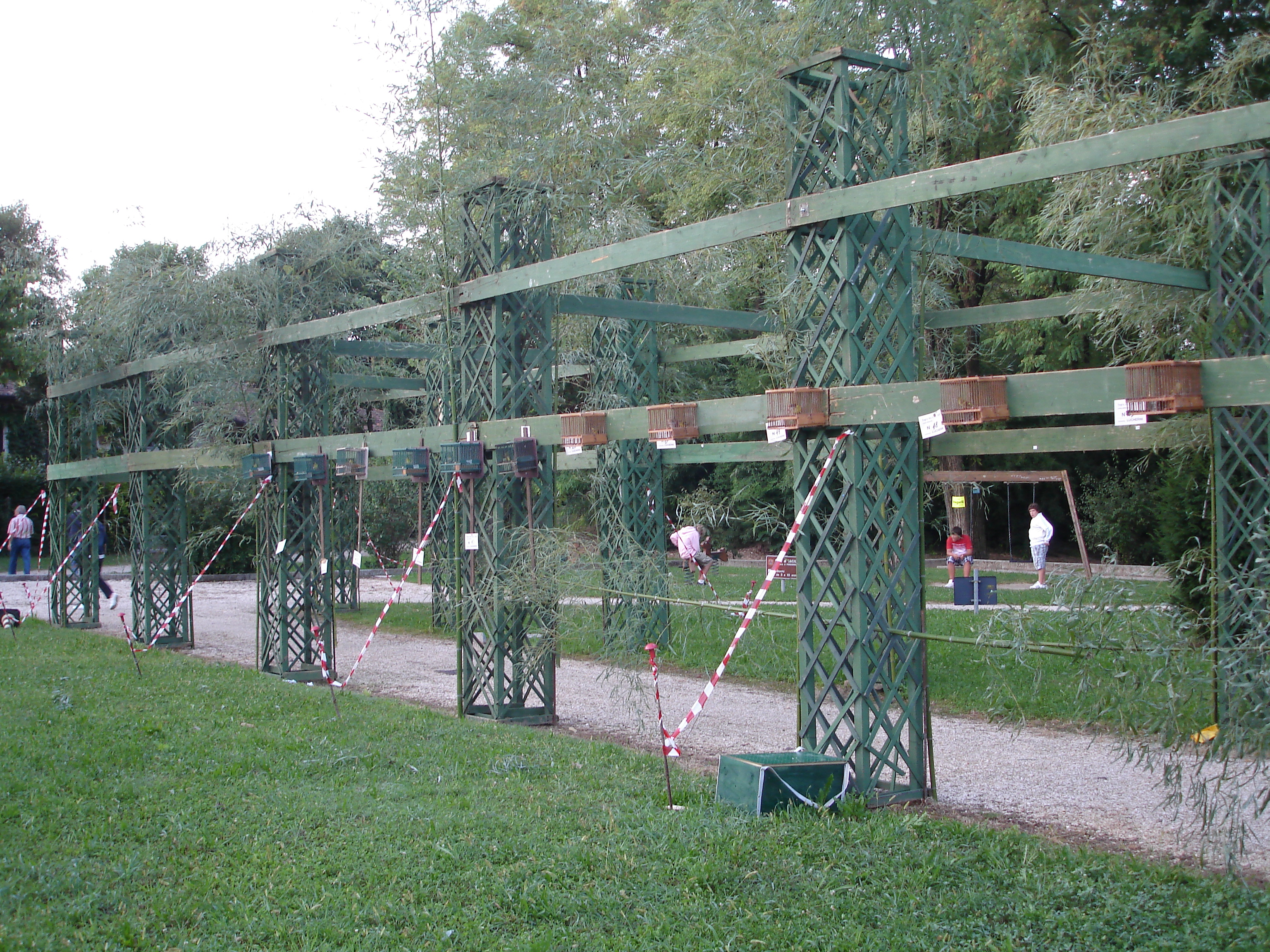
用來聆聽黃雀的籠架，位於義大利「Sagra dei Osei」鳴禽比賽現場。

像許多雀鳥一樣，黃雀因其歌聲和外觀而受到鳥類飼養者的重視。牠們不需要特殊的照顧，且能很好地適應圈養環境，儘管牠們在圈養中繁殖效果不佳。 牠們並無特定疾病，但可能會因飲食不良而出現某些腸道病變。 牠們的壽命在11至14年之間， 與估計的野外壽命2到3年相比有明顯差異。
黃雀能與其他一些雀鳥雜交，例如金絲雀，產生中間型的後代。 自然界中也會在無人干預的情況下發生雜交。 在某些地區，發現的個體可能是圈養鳥逃逸或被放生的結果。

### 文化描繪
波蘭、直布羅陀、貝南和比利時都曾發行過印有黃雀圖像的郵票。
在聖彼得堡有一座黃雀的雕像，因為其顏色與該市一所精英學校學生的制服相同。這些學生因此得到了siskin的綽號，俄语：。這個詞因俄羅斯歌曲《小黃雀》而流行。 自1994年以來，在第一工程師橋旁的堤岸上一直有一座黃雀雕像，儘管它曾多次被盜，並被替換。
有一首捷克民歌/舞蹈/遊戲《Čížečku, čížečku》，其中黃雀是關於罌粟命運的傳說來源。
艾莉芙·沙法克在小說《伊芙的三個女兒》Three Daughters of Eve中提到了一隻黃雀。在關鍵場景中，女主角佩里遇見了充滿魅力且富有爭議的阿祖爾教授。當佩里進入阿祖爾教授的辦公室時，發現一隻擁有黃綠色羽毛和分叉尾巴的黃雀被困在書架和書堆之間。
東漢時楊寶在華陰山路上，救了一隻黃雀，而得到四枚白環相報。事見《續齊諧記》。
苏轼有《送牛尾狸与徐使君》诗：“通印子鱼犹带骨，披绵黄惟漫多脂。”施元之注：“黄雀出江西临江军，土人谓脂厚为披绵。”